# Dávid Vojvoda
Dávid Vojvoda (nacido el 4 de septiembre de 1990 en Kaposvár) es un jugador de baloncesto húngaro que actualmente pertenece a la plantilla del Alba Fehérvár de la NB I/A de su país. Con 1,96 metros de altura puede jugar tanto en la posición de Escolta como en la de Alero. Es internacional absoluto con Hungría.

## Trayectoria profesional

### Inicios
Formado en la cantera del club de su ciudad, el Kaposvári KK, debutó con el primer equipo de la A Division con tan sólo 16 años, en la temporada 2006-2007. Permaneció en el club cuatro años 2006-2010).
En su primera temporada (2006-2007), jugó 23 partidos de liga con un promedio de 5,9 puntos (46,3% en triples y 82,1% en tiros libres) y 1,8 rebotes en 13,3 min.
En su segunda temporada (2007-2008), jugó 26 partidos de liga con un promedio de 6,3 puntos (63,4% en tiros de 2, 36,4% en triples y 70,8% en tiros libres), 1,8 rebotes, 1,3 asistencias y 1,2 robos en 20,3 min.
A final de temporada, fue elegido en el mejor quinteto de jóvenes de la A Division por Eurobasket.com.
En su tercera temporada (2008-2009), jugó 29 partidos de liga con un promedio de 13,2 puntos (58,6% en tiros de 2, 38,3% en triples y 81,4% en tiros libres), 3,1 rebotes, 2 asistencias y 1,5 robos en 32,4 min.
En 2009, fue seleccionado para participar en el All Star Game de la A Division.
En su cuarta y última temporada (2009-2010), jugó 28 partidos de liga con un promedio de 14,5 puntos (51,7% en tiros de 2, 39,2% en triples y 77,8% en tiros libres), 2,6 rebotes, 2,3 asistencias y 1,3 robos en 30,3 min.
A final de temporada, fue elegido por 2.ª vez en el mejor quinteto de jóvenes de la A Division por Eurobasket.com.
Disputó un total de 106 partidos de liga con el conjunto de Kaposvár entre las cuatro temporadas, promediando 10,3 puntos (55,6% en tiros de 2, 39,3% en triples y 78,7% en tiros libres), 2,4 rebotes, 1,6 asistencias y 1,2 robos en 24,7 min de media.

### Zalakerámia-ZTE KK
Fichó por el Zalakerámia-ZTE KK para la temporada 2010-2011, aunque sólo estuvo media temporada.
Disputó un total de 16 partidos de liga con el cuadro de Zalaegerszeg, promediando 13,4 puntos (59,8% en tiros de 2, 36% en triples y 66% en tiros libres), 4,2 rebotes, 2,4 asistencias y 1,6 robos en 28,6 min de media.

### Atomerőmű SE
Pasó el resto de la temporada 2010-2011 en el Atomerőmű SE, donde estuvo dos temporadas y media, hasta la temporada 2012-2013.
En la primera media temporada (2011), jugó 6 partidos de liga y 9 de Play-Offs, promediando en liga 10,8 puntos (52,4% en tiros de 2, 56,5% en triples y 57,1% en tiros libres), 2,2 rebotes y 2,8 asistencias en 25,3 min, mientras que en Play-Offs promedió 8,2 puntos (35,9% en triples y 60% en tiros libres), 2,1 rebotes, 2,1 asistencias y 1 robo en 26,9 min.
En su segunda temporada (2011-2012), jugó 26 partidos de liga, 5 de Play-Offs y 8 de EuroChallenge, promediando en liga 13,5 puntos (63% en tiros de 2 y 76% en tiros libres), 3 rebotes, 1,8 asistencias y 1,3 robos en 29,7 min, en Play-Offs 15,4 puntos (59,5% en tiros de 2 y 69,2% en tiros libres), 3,6 rebotes, 1,6 asistencias y 1,6 robos en 35,8 min y en la EuroChallenge 7,5 puntos (66,7 % en tiros libres), 2 rebotes y 1 asistencia en 24,8 min de media.
En 2012, fue seleccionado por 2.ª vez para participar en el All Star Game de la A Division.
En su tercera y última temporada (2012-2013), jugó 31 partidos de liga y 12 de Play-Offs, promediando en liga 17,8 puntos (55,2% en tiros de 2, 35,4% en triples y 78% en tiros libres), 3,9 rebotes, 2,1 asistencias y 1,4 robos en 33,5 min, mientras que en Play-Offs promedió 20,3 puntos (50,4% en tiros de 2, 35,1% en triples y 75% en tiros libres), 3,8 rebotes, 2,8 asistencias y 1,3 robos en 34,5 min.
A final de temporada, fue elegido en el mejor quinteto de jugadores húngaros de la A Division y recibió una mención honorable A Division, ambas cosas por Eurobasket.com.
Disputó un total de 63 partidos de liga y 26 de Play-Offs con el conjunto de Paks entre las dos temporadas y media, promediando en liga 15,4 puntos (57,8% en tiros de 2, 34,1% en triples y 76,3% en tiros libres), 3,4 rebotes, 2,1 asistencias y 1,3 robos en 31,1 min de media, mientras que en Play-Offs promedió 15,2 puntos (51,4% en tiros de 2, 34% en triples y 72% en tiros libres), 3,2 rebotes, 2,3 asistencias y 1,2 robos en 32,1 min de media

### Szolnoki Olaj KK
El 4 de junio de 2013, el Szolnoki Olaj KK, anunció su fichaje, permaneciendo actualmente en el club y siendo su capitán. Se proclamó campeón de la A Division en 2014, 2015 y 2016 y de la Copa Húngara en 2014 y 2015.
En su primera temporada (2013-2014), jugó 9 partidos de liga, 9 de Play-Offs, 23 de ABA Liga y 17 de EuroChallenge, promediando en liga 10,6 puntos (51% en tiros de 2, 26% en triples y 67% en tiros libres), 3,4 rebotes y 2 asistencias en 25,6 min, en Play-Offs 17,3 puntos (52,2% en tiros de 2, 48% en triples y 82% en tiros libres), 3,4 rebotes, 2,9 asistencias y 1,4 robos en 28 min, en la ABA Liga 11,4 puntos (52,2% en tiros de 2, 38% en triples y 77,6% en tiros libres), 2,7 rebotes y 1,4 asistencias en 27,3 min y en la EuroChallenge 11,3 puntos (39,7% en triples y 72% en tiros libres), 2,8 rebotes y 1,9 asistencias en 25,6 min de media.
Finalizó la EuroChallenge como el 11.º en triples anotados (1,8 por partido). A final de temporada, fue nombrado escolta del año de la A Division y elegido en el mejor quinteto de la A Division y por 2.ª vez en el mejor quinteto de jugadores húngaros de la A Division, todo ello por Eurobasket.com.
En su segunda temporada (2014-2015), jugó 8 partidos de liga, 9 de Play-Offs, 25 de ABA Liga y 10 de Eurocup, promediando en liga 14,4 puntos (51% en tiros de 2, 28,6% en triples y 84% en tiros libres), 4,1 rebotes y 3,4 asistencias en 28,6 min, en Play-Offs 19,3 puntos (64,2% en tiros de 2, 42,4% en triples y 78,6% en tiros libres), 3,4 rebotes y 3,7 asistencias en 29,2 min, en la ABA Liga 14,6 puntos (46,5% en tiros de 2, 37,9% en triples y 74,2% en tiros libres), 2,8 rebotes y 3 asistencias en 30,8 min y en la Eurocup 12,9 puntos (50,8% en tiros de 2, 32,7% en triples y 85,7% en tiros libres), 1,8 rebotes y 2,2 asistencias en 31,1 min.
Finalizó la Eurocup como el 11.º en min totales disputados (285,43). Fue nombrado MVP de las jornadas 9 y 19 de la ABA Liga. 
A final de temporada, fue nombrado MVP de las finales de la A Division y elegido por 2.ª vez en el mejor quinteto de la A Division y por 3.ª vez en el mejor quinteto de jugadores húngaros de la A Division, todo ello por Eurobasket.com.
En su tercera temporada (2015-2016), jugó 33 partidos de liga, 12 de Play-Offs y 16 de Eurocup, promediando en liga 16,5 puntos (49,8% en tiros de 2, 37% en triples y 80,4% en tiros libres), 3,4 rebotes, 4,2 asistencias y 1,1 robos en 31,8 min, en Play-Offs 19 puntos (57,5% en tiros de 2, 26,7% en triples y 72% en tiros libres), 3,5 rebotes, 6,8 asistencias y 1,1 robos en 34,3 min y en la Eurocup 14,7 puntos (52,7% en tiros de 2, 30,6% en triples y 83,7% en tiros libres), 2,3 rebotes y 2,3 asistencias en 30,2 min.
Finalizó el Last-32 de la Eurocup como el 1.º en partidos jugados y de titular (6) y el 11.º en min totales disputados (184,51). En la fase de grupos finalizó el 1.º en partidos jugados y de titular (10), el 7.º en puntos totales (163), el 10.º en tiros de campo anotados (57) y el 19.º en triples anotados (21) y min totales disputados (303,02).
Acabó la temporada como el 9.º máximo asistente de la A Division y fue nombrado jugador del año de la A Division, jugador húngaro del año de la A Division y por 2.ª vez MVP de las finales de la A Division. Además, fue elegido por 4.ª vez en el mejor quinteto de jugadores húngaros de la A Division, todo ello por Eurobasket.com.
En su cuarta temporada (2016-2017), jugó 33 partidos de liga, 5 de Play-Offs y 13 de Basketball Champions League, promediando en liga 18,7 puntos (52% en tiros de 2, 38% en triples y 84% en tiros libres), 3,8 rebotes, 4,2 asistencias y 1,2 robos en 34,3 min, en Play-Offs 20,8 puntos (52,4% en tiros de 2, 31,4% en triples y 77,1% en tiros libres), 3 rebotes y 2,2 asistencias en 35,2 min y en la Basketball Champions League 15,1 puntos (43,4% en tiros de 2, 38,5% en triples y 82,9% en tiros libres), 2,9 rebotes, 3,1 asistencias y 1,3 robos en 32,8 min.
En 2017, fue seleccionado por 3.ª vez para participar en el All Star Game de la A Division. Acabó la temporada como el 5.º máximo anotador de la A Division y fue elegido por 3.ª vez en el mejor quinteto de la A Division y por 5.ª vez en el mejor quinteto de jugadores húngaros de la A Division, ambas cosas por Eurobasket.com.

### Selección nacional

#### Categorías inferiores
Internacional con las categorías inferiores de la selección de baloncesto de Hungría, disputó el Europeo Sub-16 División B de 2006, celebrado en Tallin, Estonia, en el que la selección húngara quedó en 11.ª posición y el Europeo Sub-18 División B de 2007, celebrado en Bulgaria, en el que la selección húngara quedó en 8.ª posición.
En el Europeo Sub-16 División B de 2006 jugó 9 partidos con un promedio de 17,8 puntos (36,1% en triples y 78,8% en tiros libres), 8,1 rebotes, 1,8 asistencias y 1,7 robos en 29,9 min de media. Fue el máximo anotador, reboteador y el 1.º en robos de su selección.
Finalizó el Europeo Sub-16 División B de 2006 con el 3.º mejor % de tiros libres y fue el 5.º máximo anotador, el 5.º en tiros de campo anotados (6,2 por partido) y triples anotados (2,4 por partido), el 8.º en rebotes defensivos (6,1 por partido), el 12.º mejor % de triples, el 13.º máximo reboteador, el 16.º en tiros libres anotados (2,9 por partido) y el 20.º mejor % de tiros de campo (40,3%).
En el Europeo Sub-18 División B de 2007 jugó 8 partidos con un promedio de 11,5 puntos (43,6% en triples y 60% en tiros libres), 2,5 rebotes, 1,1 asistencias y 1,5 robos en 22,8 min de media.
Finalizó el Europeo Sub-18 División B de 2007 como el 2.º en triples anotados (3 por partido) y el 10.º mejor % de triples.

#### Absoluta
Debutó con la absoluta de Hungría en 2008, en la Fase de Clasificación para el EuroBasket 2009, no logrando la selección de baloncesto de Hungría clasificarse.
Jugó 6 partidos con un promedio de 4 puntos (72,7% en tiros de 2 y 71,4% en tiros libres) y 2,2 rebotes en 10,8 min de media.
En 2010, fue convocado para la Fase de Clasificación para el EuroBasket 2011, no logrando la selección de baloncesto de Hungría clasificarse.
Jugó 12 partidos con un promedio de 6,3 puntos (53,6% en tiros de 2, 31,6% en triples y 71,4% en tiros libres), 1,6 rebotes, 1 asistencia y 1 robo en 20,4 min de media.
En 2012, disputó la Fase de Clasificación para el EuroBasket 2013, no logrando la selección de baloncesto de Hungría clasificarse.
Jugó 8 partidos con un promedio de 6,4 puntos (64% en tiros de 2 y 66,7% en tiros libres), 1,1 rebotes y 1,3 asistencias en 18,5 min de media.
En 2014, fue convocado para Fase de Clasificación para el EuroBasket 2015, no logrando la selección de baloncesto de Hungría clasificarse.
En la 1ª Fase de Clasificación para el EuroBasket 2015 jugó 4 partidos con un promedio de 15,3 puntos (53,8% en tiros de 2 y 37% en triples), 2,8 rebotes, 1,5 asistencias y 1,3 robos en 32,3 min de media. Fue el máximo anotador y el 1º en robos de su selección.
Finalizó la 1.ª Fase de Clasificación para el EuroBasket 2015 como el 4.º en tiros de campo anotados (6 por partido), el 5.º en min por partido y triples anotados (2,5 por partido), el 7.º máximo anotador, el 8.º mejor % de tiros de 2, el 16.º mejor % de triples y tiros de campo (45,3%) y el 16.º en tiros de 2 anotados (3,5 por partido).
En la 2ª Fase de Clasificación para el EuroBasket 2015 jugó 6 partidos con un promedio de 17,5 puntos (84% en tiros libres), 5,3 rebotes, 2,8 asistencias y 1,8 robos en 33,3 min de media. Fue el máximo anotador y el 1.º en robos de su selección.
Finalizó la 2.ª Fase de Clasificación para el EuroBasket 2015 como el 5.º máximo anotador y el 5.º en min por partido, el 7.º en faltas recibidas (5,3 por partido), el 8.º en tiros de campo anotados (6,2 por partido), el 9.º en robos, el 12.º mejor % de tiros libres, el 15.º en tiros libres anotados (3,5 por partido) y el 17.º en tiros de 2 anotados (4,5 por partido).
En 2016, disputó la Fase de Clasificación para el EuroBasket 2017, consiguiendo la selección de baloncesto de Hungría clasificarse tras 18 años de ausencia.
Jugó 5 partidos con un promedio de 19 puntos (52,9% en tiros de 2, 34,1% en triples y 87,5% en tiros libres), 2,6 rebotes, 4 asistencias y 1 robo en 30,2 min de media. Fue el 2.º máximo anotador y asistente de su selección.
Finalizó la Fase de Clasificación para el EuroBasket 2017 como el 6.º máximo anotador, el 8.º en puntos totales (95), el 11.º mejor % de tiros libres, el 15.º mejor % de tiros de 2 y el 20.º máximo asistente.
En 2017, fue convocado para el EuroBasket 2017, celebrado entre Finlandia, Israel, Rumania y Turquía, donde la selección húngara quedó en 15.ª posición.
Jugó 6 partidos con un promedio de 16 puntos (94,1% en tiros libres), 3 rebotes, 2,7 asistencias y 1,3 robos en 28,6 min de media. Fue el máximo anotador, el 2.º máximo asistente y el 1.º en robos de su selección.
Finalizó el EuroBasket 2017 como el 11.º en puntos totales (96) y el 14.º máximo anotador.
En septiembre de 2022 disputó con el combinado absoluto húngaro el EuroBasket 2022, finalizando en vigesimotercera posición.